# 御代始
御代始（ごだいはじめ）とは、前の君主の死去・隠居に伴う、新君主の就任初期に新治世の統治の一環として行われる一連の施策・政策を指す。

## 概要
新しく君主となった者は一刻も早い民衆の掌握を必要とし、逆に民衆の側も新しい君主の下で旧弊が改革・廃止されて自分たちのためになる新政策が導入されることを期待した。
中世においては、君主の側からは「御代始の徳政」の形で行われ、反対に民衆の側からは徳政一揆などの示威行動によって徳政の実施を求める動きが生じた。
江戸幕府では、2代徳川秀忠・3代徳川家光ともに将軍宣下後10年近くにわたって、大御所となった父親の前将軍が実際の政務を掌握する時期が続いた。このため、大御所であった父親が死ぬと直ちに「御代始」を宣言して積極的に政務を臨む姿勢を示した。このため、江戸幕府では幼少の場合を例外として、征夷大将軍就任あるいは大御所の死亡による徳川将軍家当主就任時に、「御代始」の新政策を打ち出すことが慣例化していった。
著名な幕政改革である、いわゆる「三大改革」（享保の改革・寛政の改革・天保の改革）は、本来はそれぞれ8代徳川吉宗・11代徳川家斉・12代徳川家慶の「御代始」の一環であり、近年注目されている幕末の安政の改革及び慶応の改革も13代徳川家定・15代徳川慶喜の「御代始」と関連づけられる（もう1つの文久の改革は、孝明天皇勅使の江戸下向との関連であり「御代始」との関連性は無いとされる）。
また、地方においては当主の交代や改易による新領主の入部に伴う領主の交替時にも、「御代始」に対する期待が強く持たれたのである。